# Seznam vrst roda bor
Bor (znanstveno ime Pinus) je rod, ki vključuje približno 111 obstoječih vrst dreves in grmovnic. Trenutno je razdeljen na dva podroda: podrod Pinus (trdi bor) in podrod Strobus (mehki bor). Vsak podrod je dodatno razdeljen na sekcije, pri čemer je klasifikacija temeljila na analizi kloroplastne DNK in celotnega plastidnega genoma. Starejše klasifikacije so rod delile na tri podrode: – podrod Pinus, podrod Strobus in podrod Ducampopinus (pinyon, bristlecone in resastolubjasti bor) – pri čemer so bili upoštevani značilnosti storžev, semen in listov. Kasnejše raziskave DNK so pokazale, da vrste iz podroda Ducampopinus spadajo v podrod Strobus, zato se podrod Ducampopinus ne uporablja več.
|  | Podsekcija Ponderosae                                                         |
|  |                                                                               |
|  | \| \| Podsekcija Contortae \| \| \| \| \| \| Podsekcija Australes \| \| \| \| |
|  |                                                                               |
|  | Podsekcija Contortae                                                          |
|  |                                                                               |
|  | Podsekcija Australes                                                          |
|  |                                                                               |

|  | Podsekcija Contortae |
|  |                      |
|  | Podsekcija Australes |
|  |                      |

|  | Podsekcija Pinus    |
|  |                     |
|  | Podsekcija Pinaster |
|  |                     |

|  | Podsekcija Ponderosae                                                         |
|  |                                                                               |
|  | \| \| Podsekcija Contortae \| \| \| \| \| \| Podsekcija Australes \| \| \| \| |
|  |                                                                               |
|  | Podsekcija Contortae                                                          |
|  |                                                                               |
|  | Podsekcija Australes                                                          |
|  |                                                                               |

|  | Podsekcija Contortae |
|  |                      |
|  | Podsekcija Australes |
|  |                      |

|  | Podsekcija Pinus    |
|  |                     |
|  | Podsekcija Pinaster |
|  |                     |

|  | Podsekcija Gerardianae                                                        |
|  |                                                                               |
|  | \| \| Podsekcija Krempfianae \| \| \| \| \| \| Podsekcija Strobus \| \| \| \| |
|  |                                                                               |
|  | Podsekcija Krempfianae                                                        |
|  |                                                                               |
|  | Podsekcija Strobus                                                            |
|  |                                                                               |

|  | Podsekcija Krempfianae |
|  |                        |
|  | Podsekcija Strobus     |
|  |                        |

|  | Podsekcija Nelsonianae                                                            |
|  |                                                                                   |
|  | \| \| Podsekcija Balfourianae \| \| \| \| \| \| Podsekcija Cembroides \| \| \| \| |
|  |                                                                                   |
|  | Podsekcija Balfourianae                                                           |
|  |                                                                                   |
|  | Podsekcija Cembroides                                                             |
|  |                                                                                   |

|  | Podsekcija Balfourianae |
|  |                         |
|  | Podsekcija Cembroides   |
|  |                         |

|  | Podsekcija Gerardianae                                                        |
|  |                                                                               |
|  | \| \| Podsekcija Krempfianae \| \| \| \| \| \| Podsekcija Strobus \| \| \| \| |
|  |                                                                               |
|  | Podsekcija Krempfianae                                                        |
|  |                                                                               |
|  | Podsekcija Strobus                                                            |
|  |                                                                               |

|  | Podsekcija Krempfianae |
|  |                        |
|  | Podsekcija Strobus     |
|  |                        |

|  | Podsekcija Nelsonianae                                                            |
|  |                                                                                   |
|  | \| \| Podsekcija Balfourianae \| \| \| \| \| \| Podsekcija Cembroides \| \| \| \| |
|  |                                                                                   |
|  | Podsekcija Balfourianae                                                           |
|  |                                                                                   |
|  | Podsekcija Cembroides                                                             |
|  |                                                                                   |

|  | Podsekcija Balfourianae |
|  |                         |
|  | Podsekcija Cembroides   |
|  |                         |

|  | Podsekcija Ponderosae                                                         |
|  |                                                                               |
|  | \| \| Podsekcija Contortae \| \| \| \| \| \| Podsekcija Australes \| \| \| \| |
|  |                                                                               |
|  | Podsekcija Contortae                                                          |
|  |                                                                               |
|  | Podsekcija Australes                                                          |
|  |                                                                               |

|  | Podsekcija Contortae |
|  |                      |
|  | Podsekcija Australes |
|  |                      |

|  | Podsekcija Pinus    |
|  |                     |
|  | Podsekcija Pinaster |
|  |                     |

|  | Podsekcija Ponderosae                                                         |
|  |                                                                               |
|  | \| \| Podsekcija Contortae \| \| \| \| \| \| Podsekcija Australes \| \| \| \| |
|  |                                                                               |
|  | Podsekcija Contortae                                                          |
|  |                                                                               |
|  | Podsekcija Australes                                                          |
|  |                                                                               |

|  | Podsekcija Contortae |
|  |                      |
|  | Podsekcija Australes |
|  |                      |

|  | Podsekcija Pinus    |
|  |                     |
|  | Podsekcija Pinaster |
|  |                     |

|  | Podsekcija Gerardianae                                                        |
|  |                                                                               |
|  | \| \| Podsekcija Krempfianae \| \| \| \| \| \| Podsekcija Strobus \| \| \| \| |
|  |                                                                               |
|  | Podsekcija Krempfianae                                                        |
|  |                                                                               |
|  | Podsekcija Strobus                                                            |
|  |                                                                               |

|  | Podsekcija Krempfianae |
|  |                        |
|  | Podsekcija Strobus     |
|  |                        |

|  | Podsekcija Nelsonianae                                                            |
|  |                                                                                   |
|  | \| \| Podsekcija Balfourianae \| \| \| \| \| \| Podsekcija Cembroides \| \| \| \| |
|  |                                                                                   |
|  | Podsekcija Balfourianae                                                           |
|  |                                                                                   |
|  | Podsekcija Cembroides                                                             |
|  |                                                                                   |

|  | Podsekcija Balfourianae |
|  |                         |
|  | Podsekcija Cembroides   |
|  |                         |

|  | Podsekcija Gerardianae                                                        |
|  |                                                                               |
|  | \| \| Podsekcija Krempfianae \| \| \| \| \| \| Podsekcija Strobus \| \| \| \| |
|  |                                                                               |
|  | Podsekcija Krempfianae                                                        |
|  |                                                                               |
|  | Podsekcija Strobus                                                            |
|  |                                                                               |

|  | Podsekcija Krempfianae |
|  |                        |
|  | Podsekcija Strobus     |
|  |                        |

|  | Podsekcija Nelsonianae                                                            |
|  |                                                                                   |
|  | \| \| Podsekcija Balfourianae \| \| \| \| \| \| Podsekcija Cembroides \| \| \| \| |
|  |                                                                                   |
|  | Podsekcija Balfourianae                                                           |
|  |                                                                                   |
|  | Podsekcija Cembroides                                                             |
|  |                                                                                   |

|  | Podsekcija Balfourianae |
|  |                         |
|  | Podsekcija Cembroides   |
|  |                         |

Vrste podroda Ducampopinus so veljale za vmesne med drugima dvema podrodoma. V sodobni klasifikaciji so jih uvrstili v podrod Strobus, vendar se niso popolnoma ujemale z nobeno skupino, zato so jih razvrstili v tretji podrod. Leta 1888 jih je kalifornijski botanik John Gill Lemmon uvrstil v podrod Pinus. Ta klasifikacija je temeljila predvsem na obliki storžev, lusk storžev, semen ter listnih ovojev in ovojnih listov. Vrste v posameznih podsekcijah so bile običajno prepoznavne po svojem značilnem videzu. Bori z enim fibrožilnim snopom v iglici (nekdanja podroda Strobus in Ducampopinus) se imenujejo haploksilni bori, medtem ko so bori z dvema fibrožilnima snopoma v iglici (podrod Pinus) spadajo med diploksilne bore. Diploksilni bori imajo običajno trši les in proizvajajo več smole kot haploksilni. Današnja delitev na dva podroda, Pinus in Strobus, temelji na trdnih genetskih dokazih.
Podrode, sekcije in podsekcije borov ločimo na podlagi več značilnosti: števila listov (iglic) v igličnem ovoju, ali so iglični ovojni listi trajni ali odpadejo, števila fibrožilnih snopov v iglici (2 pri Pinus, 1 pri Strobus), položaj smolnih kanalov v iglici (notranji ali zunanji), prisotnost in oblika krilc pri semenih (brez, zakrnela, gibljiva ali priraščena), položaj umba (hrbtni ali končni) in prisotnost bodice na luskah storžev.
Menijo, da sta se oba podroda razšla že zelo zgodaj v svojem razvoju, in sicer v pozni juri.

## PodrodPinus
Podrod Pinus vključuje rumene in trde bore. Bori v tem podrodu imajo eno do pet iglic v igličnem ovoju, vsaka iglica vsebuje dva fibrožilna snopa, ovojni listi igličnega ovoja pa so trajni (razen pri P. leiophylla in P. lumholtzii). Luske storžev so debelejše in trdnejše kot pri podrodu Strobus, storži pa se bodisi odprejo kmalu po dozoritvi ali pa so serotinijski (odpirajo se šele po izpostavitvi vročini ali drugim zunanjim dejavnikom).

### SekcijaPinus
Sekcija Pinus vsebuje vrste z dvema ali tremi iglicami v igličnem ovoju. Storži vseh vrst imajo debele luske, pri čemer se pri večini vrst odprejo ob zrelosti, razen pri P. pinea. Večina vrst te sekcije izvira iz Evrope, Azije in Sredozemlja, izjemi pa sta P. resinosa iz severovzhodne Severne Amerike in P. tropicalis iz zahodne Kube.
 Podsekcija Incertae sedis
- †P. driftwoodensis – zgodnji eocen, Britanska Kolumbija, Kanada[7]

#### PodsekcijaPinus
V podsekciji Pinus so skoraj vse vrste doma v Evraziji, izjema sta le (P. resinosa in P. tropicalis).
- P. densata
- P. densiflora – korejski rdeči bor
- P. henryi – Henryjev bor
- P. hwangshanensis
- P. kesiya
- P. latteri?
- P. luchuensis
- P. massoniana
- P. merkusii – sumatrski bor
- P. mugo – gorski bor
- P. nigra – črni bor
- †P. prehwangshanensis
- P. resinosa
- P. sylvestris – rdeči bor, navadni bor
- P. tabuliformis – kitajski rdeči bor
- P. taiwanensis – tajvanski rdeči bor
- P. thunbergii – japonski črni bor
- P. tropicalis
- P. uncinata
- P. yunnanensis

#### PodsekcijaPinaster
Podsekcija Pinaster vključuje vrste, ki izvirajo iz Sredozemlja, ter P. roxburghii iz Himalaje. Luske njihovih storžev nimajo bodic. Ime podsekcije izvira iz vrste P. pinaster.
- P. brutia – turški bor
- P. canariensis – kanarski bor
- P. halepensis – alepski bor
- P. heldreichii – bosanski bor
- P. pinaster – obmorski bor
- P. pinea – pinija

- P. roxburghii

### SekcijaTrifoliae
Sekcija Trifoliae (ameriški trdi bori) ima kljub imenu, ki pomeni "triperesni", od dve do pet iglic v igličnem ovoju, redko tudi osem. Storži večine vrst se ob zrelosti odprejo, nekatere vrste pa imajo serotinijske storže, ki se odprejo šele ob izpostavitvi vročini ali drugim zunanjim dejavnikom. Skoraj vsi ameriški trdi bori spadajo v to sekcijo, z le dvema izjemama.
Filogenetske analize kažejo, da so se glavne podskupine te sekcije razvile zelo zgodaj. Podsekciji Australes in Ponderosae sta se ločili že v srednji kredi.

#### PodsekcijaAustrales
Podsekcija Australes obsega vrste, ki so avtohtone v Severni in Srednji meriki ter na Karibskih otokih.
Vrste s trajnno zaprtimi storži iz Kalifornije in Baja Kalifornije, kot sta P. attenuata, P. muricata in P. radiata, se včasih uvrščajo v ločeno podsekcijo, Attenuatae.
- P. attenuata – knobcone pine
- P. caribaea – karibski bor
- P. cubensis – kubanski bor
- P. echinata – shortleaf pine
- P. elliottii – slash pine
- †P. foisyi – izumrl
- P. glabra – spruce pine
- P. georginae
- P. greggii – Gregg's pine
- P. herrerae – Herrera's pine
- P. jaliscana – Jalisco pine
- P. lawsonii – Lawson's pine
- P. leiophylla – Chihuahua pine
- P. lumholtzii – Lumholtz's pine
- P. luzmariae[11]
- †P. matthewsii – pliocen, Yukon Territory, Kanada[12]
- P. muricata – bishop pine
- P. occidentalis – Hispaniolan pine
- P. oocarpa – egg-cone pine
- P. palustris – longleaf pine
- P. patula – patula pine
- P. praetermissa – McVaugh's pine
- P. pringlei – Pringle's pine
- P. pungens – Table Mountain pine
- P. radiata – Monterey pine
- P. rigida – pitch pine
- P. serotina – pond pine
- P. taeda – loblolly pine
- P. tecunumanii – Tecun Uman pine
- P. teocote – ocote pine
- P. vallartensis

#### PodsekcijaContortae
Podsekcija Contortae vključuje vrste, ki so avtohtone v Severni Ameriki in Mehiki.
- P. banksiana – jack pine
- P. clausa – sand pine
- P. contorta
  - P. c. bolanderi – Bolander pine
  - P. c. contorta – shore pine
  - P. c. latifolia – lodgepole pine
  - P. c. murrayana – tamarack pine
- P. virginiana – Virginia pine

#### PodsekcijaPonderosae
Podsekcija Ponderosae vsebuje vrste, ki so avtohtone v  Srednji Ameriki, Mehiki, zahodnh ZDA in jugozahodni Kanadi. Fosili iz zgornjega miocena, najdeni na Japonskem, nakazujejo, da je bila nekdaj razširjena na širšem območju..
- P. arizonica – Arizona pine
- P. cooperi – Cooper's pine
- P. coulteri – Coulter pine
- P. devoniana – Michoacan pine
- P. gordoniana
- P. durangensis – Durango pine
- P. engelmannii – Apache pine
- †P. fujiii[14]
- P. hartwegii – Hartweg's pine
- P. jeffreyi – Jeffrey pine
- †P. johndayensis – Oligocene
- P. maximinoi – thinleaf pine
- P. montezumae – Montezuma pine
- P. ponderosa – ponderosa pine
- Pinus ponderosa var. willamettensis - Willamette Valley Ponderosa Pine
- P. pseudostrobus – smooth-bark Mexican pine
- P. sabiniana – gray pine
- P. torreyana – Torrey pine

## PodrodStrobus
Podrod Strobus vključuje bele in mehke bore. Bori v tem podrodu imajo od ene do pet iglic v igličnem ovoju. Ovojni listi igličnega ovoja so običajno listopadni, izjema je P. nelsonii, kjer so trajni. Luske storžev so tanjše in bolj prožne kot pri podrodu Pinus, razen pri nekaterih vrstah, kot je P. maximartinezii. Storži se običajno odprejo kmalu po dozoritvi.

### SekcijaParrya
Sekcija Parrya vsebuje vrste, imajo od ene do pet iglic v igličnem ovoju. Njihova semena imajo bodisi gibljiva krilca ali pa so brez krilc. Pri vseh vrstah razen pri P. nelsonii, se ovojni listi igličnega ovoja zavihajo nazaj v obliko rozete predno odpadejo. Storži imajo debele luske in ob zrelosti sprostijo semena. Ta sekcija je avtohtona v jugozahodih ZDA in v Mehiki.

#### PodsekcijaBalfourianae
Podsekcija Balfourianae (ščetinasti bori), ki so avtohtoni v jugozahodnih ZDA.
- P. aristata – Rocky Mountains bristlecone pine
- P. balfouriana – foxtail pine
- †P. crossii[15][16] - (Chattian; Creede Formation, Colorado)
- P. longaeva – Great Basin bristlecone pine

#### PodsekcijaCembroides
Podsekcija Cembroides (pignonski bori ali piñons), ki so avtohtoni v Mehiki in jugozahodnih ZDA.
- P. cembroides – Mexican pinyon
- P. culminicola – Potosi pinyon
- P. discolor – border pinyon
- P. edulis – Colorado pinyon
- P. johannis – Johann's pinyon
- P. maximartinezii – big-cone pinyon
- P. monophylla – single-leaf pinyon
- P. orizabensis – Orizaba pinyon
- P. pinceana – weeping pinyon
- P. quadrifolia – Parry pinyon
- P. remota – Texas pinyon or papershell pinyon
- P. rzedowskii – Rzedowski's pinyon

#### PodsekcijaNelsonianae
Podsekcija Nelsonianae je avtohtona v severovzhodni Mehiki. Vključuje le eno vrsto, ki ima trajne ovojne liste igličnega ovoja.
- P. nelsonii – Nelson's pinyon

### SekcijaQuinquefoliae
Sekcija Quinquefoliae (beli bor), kot nakazuje njeno ime ("petlistni"), večinoma vključuje bore s petimi iglicami v igličnem ovoju. Izjema s P. krempfii, ki ima dve, ter P. gerardiana in P. bungeana, ki imata tri iglice v igličnem ovoju. Storži teh borov imajo tanke ali debele luske, ki se ob zrelosti odprejo ali pa ostanejo zaprte, vendar nobena vrsta ni serotinijska. Vrste te sekcije rastejo v Evraziji in Severni Ameriki, ena vrsta, P. chiapensis pa sega do Gvatemale.

#### PodsekcijaGerardianae
Podsekcija Gerardianae je avtohtona v Vzhodni Aziji. Bori v tej skupini imajo tri ali pet iglic v igličnem ovoju.
- P. bungeana – lacebark pine
- P. gerardiana – chilgoza pine
- P. squamata – Qiaojia pine

#### PodsekcijaKrempfianae
Podsekcija Krempfianae je danes avtohtona v Vietnamu, njen fosilni zapis pa sega vse do oligocena. Njeni predstavniki imajo po dve iglici v igličnem ovoju, ki so netipčino sploščeni.Luske storžev so debele in brez bodic. Do leta 2021 je sekcija veljala za monotipsko (vsebuje le eno vrsto), dokler ni bila opisana fosilna vrsta iz oligocena v provinci Yunnan na Kitajskem.
- P. krempfii – Krempf's pine
- †P. leptokrempfii – oligocen[19]

#### PodsekcijaStrobus
Podsekcija Strobus vključuje bore s petimi iglicami v igličnem ovoju. Njihovi storži imajo tanke luske brez bodic. Iglice so običajno prožne in mehke, spodnja stran pa je nekoliko svetlejša.  Vrste iz te podsekcije so avtohtone v Severni in Srednji Ameriki, Evropi ter Aziji.
- P. albicaulis – belolubjasti bor
- P. amamiana – jakušimski beli bor
- P. armandii – kitajski beli bor
- P. arunachalensis
- P. ayacahuite – mehiški beli bor
- P. bhutanica – butanski beli bor
- P. cembra – Swiss pine
- P. chiapensis – Chiapas pine
- P. dabeshanensis – Dabieshan pine
- P. dalatensis – vietnamski beli bor
- P. fenzeliana – Hainan white pine
- P. flexilis – limber pine
- P. koraiensis – Korean pine
- P. lambertiana – sugar pine
- †P. longlingensis – pozni pliocen, Mangbang Formation – Yunnan, Kitajska
- P. monticola – western white pine
- P. morrisonicola – tajvanski beli bor
- P. parviflora – japonski beli bor
- P. hakkodensis
- P. peuce
- P. pumila – sibirski pritlikavi bor
- P. ravii
- P. sibirica – sibirska cedra, sibirski bor, sibirski cemprin
- P. strobus – gladki bor, gladki zeleni bor, zeleni bor, vzhodni beli bor
- P. strobiformis – Southwestern white pine (also Chihuahuan)
- Pinus stylesii
- P. wallichiana – blue pine
- P. wangii – Guangdong white pine

## Incertae sedis
Vrste, ki niso umeščene v podrodove.
- †Pinus latahensis – zgodnji eocen, Klondike Mountain Formation, Allenby Formation – Okanagan Highlands Floras
- †Pinus macrophylla – zgodnji eocen, Klondike Mountain Formation, Allenby Formation – Okanagan Highlands Floras
- †Pinus peregrinus – srednji eocen, Golden Valley Formation, North Dakota, ZDA
- †Pinus tetrafolia – zgodnji eocen, Klondike Mountain Formation – Okanagan Highlands Floras